# Каміло Хосе Села
Каміло Хосе Села (ісп. Camilo José Cela; 11 травня 1916, Падрон, Ла-Корунья — 17 січня 2002, Мадрид) — іспанський письменник і публіцист, лауреат Нобелівської премії з літератури 1989, член Королівської Академії наук Іспанії (1957), лауреат Премії Сервантеса (1995), перший маркіз де Іріа Флавіа. Багато своїх творів присвятив представникам покоління 1898 року.

## Впливи та погляди
Своїми вчителями Села називав Мігеля де Унамуно і Піо Бароху, а стійкість стилю пояснював тим, що він постійно перечитує одні і ті ж улюблені книги: Сервантеса, «Ласарілльо», російських романістів XIX століття (Ф. М. Достоєвського, Л. М. Толстого) і іспанських письменників й поетів «покоління 1898» (Унамуно, Вальє-Інклана, Асоріна, Бароху). У формуванні Сели як письменника велику роль зіграли, як він сам це пізніше відзначав, його ранні читання. Двічі він важко хворів і тому був вимушений надовго залишатися в будинку. За цей час він перечитав "сімдесят томів класиків (мається на увазі знамените видання Ріванденейри «Іспанські класики» в 70 томах) і всі книги «покоління 1898».
Погляди Сели, його публіцистика багато в чому перекликаються з поглядами представників «покоління 1898». У своїй книзі «Євреї, араби і християни», яка була опублікована після подорожі-експедиції Сели по Авілі і Сеговії — Верхній Кастилії, він зміг підтвердити багато що з того, про що говорили історики і письменники — представники «покоління 1898 років». Міркування, які були лише смутними припущеннями і задумами, в книгах дорожніх нарисів Сели стають справжньою, живою картиною Кастилії.
У творчості Каміло Хосе Сели можна виділити декілька найважливіших етапів. Перший етап, на якому були створені найвідоміші твори письменника, можна умовно назвати «твори Сели часів франкістського режиму в Іспанії». У 1939 році зі встановленням в Іспанії диктатури Франко культурна традиція була по суті перервана. Більшість письменників, філософів, діячів культури емігрували.

## Творчість
Перший етап пов'язаний з виходом в світ книги «Сім'я Паскуаля Дуарте» в 1942 році, роману «Вулик» 1951 року і «подорожніх записок». «Сім'я Паскуаля Дуарте» була видана понад сто тридцять разів, і лише іспанською мовою вона перевидавалася близько вісімдесяти разів. Досі книга посідає друге місце в Іспанії (після «Дон Кіхота») за кількістю перекладів іншими мовами. Роман був заборонений цензурою. Його опублікували невеликим накладом в Аргентині, і він відразу ж набув популярності, а ім'я письменника стало відомим.
«Сім'я Паскуаля Дуарте» і «Вулик» знаменують собою оновлення іспанської літератури. У цих романах Села змалював трагічну долю звичайної людини, нещасної жертви суворої дійсності. Іспанія після закінчення громадянської війни, була країною, в якій доля звичайної людини була трагічною. Герой книг, «маленька людина», яка в умовах, що склалися, може лише чинити опір у міру своїх сил і відчайдушно боротися проти несправедливості життя, все одно не може добитись своєї мети.
Села не створює і не показує хвилювань і душевних мук героя, не намагається дати читачам картини внутрішнього світу Паскуаля Дуарте. За допомогою граничного реалістичного опису життя дійових осіб твору Села створює роман, у якому він, спираючись на традиції класичного реалізму, закладає основи нової літератури.
Роль автора, який використовує в романі першу особу і намагається дистанціюватися від головного героя, немов людина, яка лише знайшла й опублікувала листи Паскуаля Дуарте, все ж дуже помітна в творі. Свідомий вибір такої манери викладу служить ознакою того, що Села не хоче брати на себе відповідальність за те, що відбувається в сучасній йому післявоєнній Іспанії. Він лише показує і розповідає, а роль судді залишає читачеві. Така позиція не була принципово новою для іспанської літератури, але Села зміг створити роман, що став відкриттям для модерністської літератури XX століття. Роман став мірилом моральності, заклав основи нової естетики і нового філософського розуміння ролі людини у франкістській Іспанії, Іспанії мирного часу.
Села нічого не говорить прямо, для цього він і зменшив свою присутність в романі до мінімуму, але читачеві відразу стає ясно: війна закінчена, світ настав, а життя анітрохи не змінилося. У Паскуале Дуарте він знайшов всі типові межі, властиві іспанцеві післявоєнного часу і довів їх до абсолюту, створив гротесковий, але в той же час граничний реалістичний образ, у якому виявилися всі агоністичні межі іспанського суспільства, від яких Іспанія 1940—50 рр. намагалася втекти.
Роман дає правдиву картину убогості і приреченості життя іспанського села. Важливо нагадати, що представники «покоління 1898 років» саме народ завжди наділяли величезною творчою силою. Всього лише за сорок з невеликим років все міняється кардинально, і можна зробити наступний вивід: перші роки франкізму стали для простих іспанців катастрофою. Намальоване Село спростовує брехливі аргументи офіційної пропаганди Франка, що прославляла «іспанський дух» (ісп. Hispanidad) і іспанську єдність.
Паскуаль Дуарте не намагається знайти щастя. Він хоче добитися справедливості. Ланцюг його нещасть, яких він не може уникнути, це і є само існування, з якого є лише один вихід — смерть. Вивчаючи особливий талант Сели, необхідно сказати в зв'язку з цим про те, як письменник майстерно показав особливу емоційну атмосферу описуваного місця і середовища як в «Сім'ї Паскуаля Дуарте», так і в «Вулику». У першому творі — села, а в другому — міста. Можна говорити про унікальний хронотоп, створений Селою. У страшному і безжалісному описі відбитий весь світ, що оточує Паскуаля — сучасна Селі Іспанія. Людська жорстокість тут бездушна і природна.
Після виходу в світ книг «Сім'я Паскуаля Дуарте»(1942) і «Вулик»(1951) Каміло Хосе Села постає перед складним вибором. Успіх книг і читацьке визнання закликали Селу продовжувати роботу над новими творами, а образи Іспанії і герої цих романів, створені письменником, більше в його роботах не з'являються. Можна сказати, що Села став по-іншому дивитися не лише на долю країни, але і на людей, які ставали персонажами його книг. Філософське осмислення Селою історії і ролі людини в історії міняється: він віддає народові і глибинній Іспанії одну з головних ролей в зміні положення, що склалося в країні. Талант Сели продовжував розвиватися далі. На етапі «El viaje а la Alcarria» і «Del Miño al Bidasoa» розвиток його журналістської майстерності можна простежити, аналізуючи написані їм дорожні нариси про Іспанію.
У травні 2001, на закритті конференції «Суспільство і Комунікації в XXI столітті» в університеті, названому на честь його самого, Каміло Хосе Села виголосив промову про журналістику. Він зокрема виділив 12 головних принципів роботи журналіста. Перш за все, він виділив особливу роль слова. З точки зору письменника, слово це шпага журналіста, якою він фехтує. Це зброя, яка як бумеранг до нього повертається і може сильно нашкодити. Журналіст опиняється в шквалі, урагані, бурі причин, наслідків, припущень, висновків, які затіняють йому очевидну дійсність. Важко протистояти цьому. Не можна забувати про ті принципи, які завжди залишаються незмінними.

## Твори
Загальний доробок Сели становить більше 70 томів.

### Романи
- La familia de Pascual Duarte (Roman, 1942)
- Nuevas andanzas y desventuras de Lazarillo de Tormes (Roman, 1944)
- Pabellón de reposo (Roman, 1944)
- La colmena (Roman, 1951)
- Mrs Caldwell habla con su hijo (1953)
- La Catira (Roman, 1955)
- Historias de España
- Los ciegos
- Los tontos (1958)
- Tobogán de hambrientos (Roman, 1962)
- San Camilo 1936 (Roman, 1969)
- Oficio de tinieblas 5 (Roman, 1973)
- Rol de cornudos (Roman, 1976)
- Mazurca para dos muertos (Roman, 1984). Premio Nacional de Literatura
- Izas, rabizas y colipoterras. Drama con acompañamiento de cachondeo y dolor de corazón (1984)
- Cristo versus Arizona (Roman, 1988)
- El asesinato del perdedor (Roman, 1994)
- La cruz de San Andrés (Roman, 1994) Premio Planeta
- Madera de Boj (Roman, 1999)

### Новели
- Timoteo el incomprendido (1952)
- Santa Balbina 37, gas en cada piso (1952)
- Café de artistas (1953)
- El molino de viento (1956)
- La familia del héroe (1965)
- El ciudadano Iscariote Reclús (1965)

### Казки, байки
- Esas nubes que pasan (1945)
- El bonito crimen del carabinero (1947)
- El gallego y su cuadrilla (1949)
- Nuevo retablo de don Cristobita (1957)
- Los viejos amigos (1960)
- Gavilla de fábulas sin amor (1962)
- El solitario y los sueños de Quesada (1963)
- Toreo de salón (1963)
- Once cuentos de fútbol (1963)
- Izas, rabizas y colipoterras (1964)
- Nuevas escenas matritenses (7 series, 1965—1966)
- Rol de cornudos (1976)
- Las orejas del niño Raúl (1985)
- Vocación de repartidor (1985)
- La bandada de palomas (1987)
- Los Caprichos de Francisco de Goya y Lucientes (1989)
- El hombre y el mar (1990)
- Cachondeos, escarceos y otros meneos (1991)
- La sima de las penúltimas inocencias (1993)
- La dama pájara (1994)
- Historias familiares (1999)

### Спогади, подорожні нотатки
- Viaje a la Alcarria (1948)
- Ávila (1952)
- Del Miño al Bidasoa (1952)
- Judíos, moros y cristianos (1956)
- Primer viaje andaluz (1959)
- La rosa (1959)
- Páginas de geografía errabunda (1965)
- Viaje al Pirineo de Lérida (1965)
- Madrid (1966)
- Barcelona (1970)
- Nuevo viaje a la Alcarria (1987)
- Galicia (1990)
- Memorias, entendimientos y voluntades (Autobiographie, 1993)

### Драматургія
- María Sabina (1967)
- Homenaje a El Bosco I. El carro del heno o el inventor de la guillotina (1969)
- Homenaje a El Bosco II. La extracción de la piedra de la locura o la invención del garrote (1999)

### Словники
- Diccionario secreto (в 2 томах): 1 том: Madrid: Alianza Editorial, 1974 (= El Libro de Bolsillo 504, Sección Literatura) ISBN 84-206-1997-3 (Erstauflage 1968 bei Ediciones Alfaguara, Madrid), 2. Band: 1971.

Том містить: 1. Series colĕo y afines, 2. Serie όρχις, 2. Serie testis, 4. Voces de origen prerromano o precolombino…, 5. Los nombres de las partes constitutivas del testículo, 6. Voces en algún modo relacionadas con el tema: Села пояснює різні табуїзовані слова, посилаючись на приклади.
- Enciclopedia del erotismo (1976)
- Diccionario geográfico popular de España (1998)

### Лірика
- Pisando la dudosa luz del día (geschrieben 1936, veröffentlicht 1945)
- El monasterio y las palabras (1945)
- Cancionero de la Alcarria (1948)
- Tres poemas galegos (1957)
- Reloj de arena, reloj de sol, reloj de sangre (1989)
- Poesía completa (1996)

## Фільмографія
Сценарій
- 1991: Дон Кіхот (El Quijote)

Фільми за творами Сели
- 1975: Життя й смерть Паскуаля Дуарте (Pascal Duarte)
- 1982: Вулик (La colmena)